# La La La (canção de LMFAO)
"La La La" é uma canção feita pelo grupo americano de electro hop LMFAO. Foi lançada como o segundo single do álbum Party Rock e o primeiro enviado para airplay em 8 de Setembro de 2009.
A canção foi usada em um espetáculo de dança coreografado por Napoleon and Tabitha D'umo durante os 61 Primetime Emmy Awards com Karina Smirnoff e Maksim Chmerkovskiy de Dancing With The Stars; Joshua Allen, Katee Shean e Mark Kanemura de So You Think You Can Dance e Quest Crew de America's Best Dance Crew.
A canção rendeu resultados comerciais médios para o grupo nos Estados Unidos em comparação com seu single anterior, "I'm In Miami Bitch". A canção atingiu o seu pico mais alto na Billboard Hot 100 no número 55.

## Desempenho as tabelas musicais
| País — Tabela musical (2009)                   | Posição de pico |
| ---------------------------------------------- | --------------- |
| Estados Unidos — Billboard Hot 100             | 55              |
| Estados Unidos — Rap Songs (Billboard)         | 20              |
| Estados Unidos — Pop Songs (Billboard)         | 38              |
| Estados Unidos — Heatseekers Songs (Billboard) | 1               |